# Història del Canal de Panamà

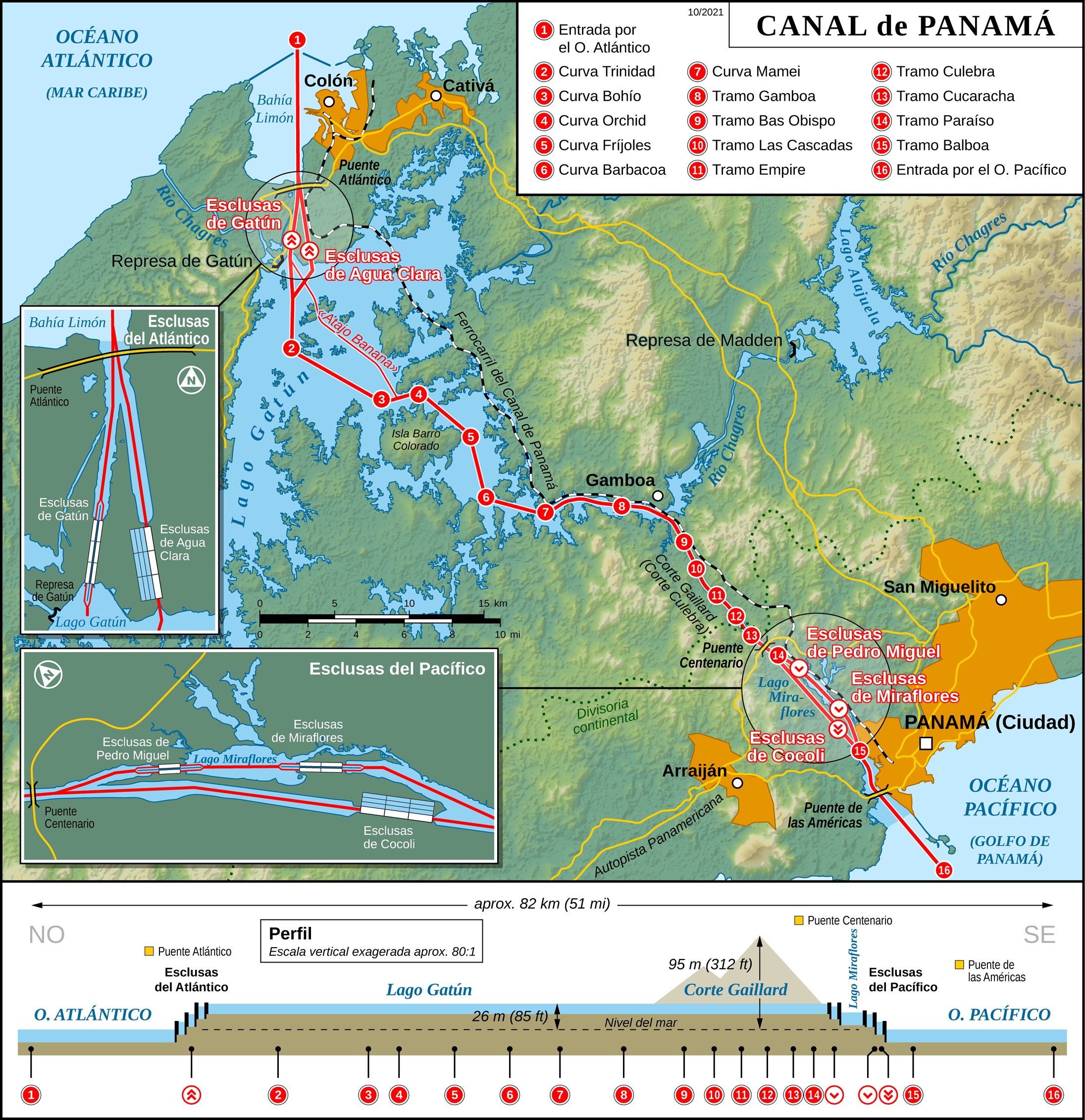
Mapa del Canal de Panamà.

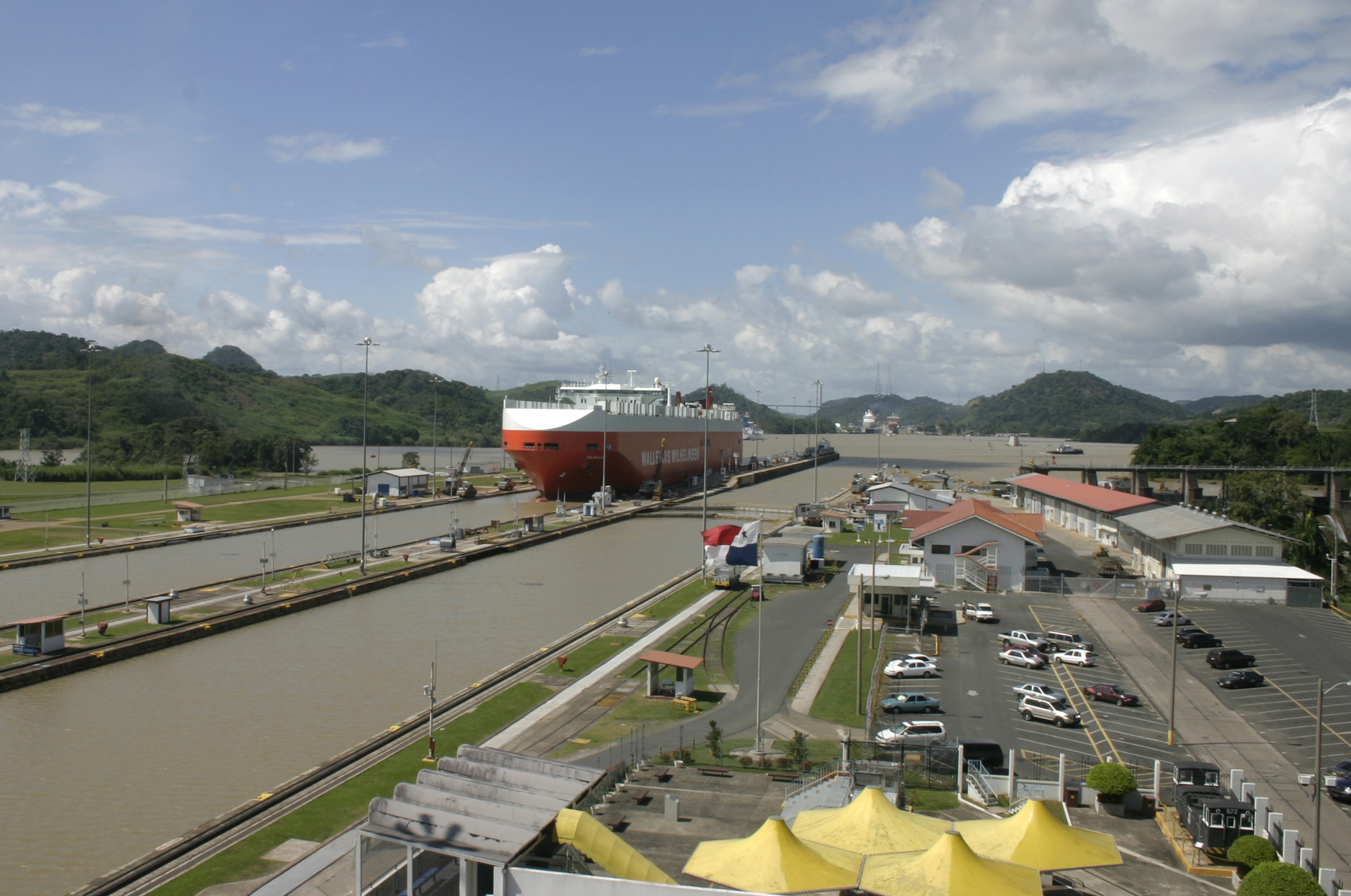
Resclosa de Miraflores el 2004

La història del Canal de Panamà comença el 1513 quan Vasco Núñez de Balboa va creuar per primera vegada l'istme. L'estret pont terrestre entre Amèrica del Nord i del Sud alberga el Canal de Panamà, un pas d'aigua entre els oceans Atlàntic i Pacífic. Els primers colons europeus van reconèixer aquest potencial i es van fer diverses propostes per a un canal.
La idea del Canal de Panamà es remunta al 1517, quan Vasco Núñez de Balboa va creuar per primera vegada l'istme de Panamà. L'estret pont terrestre entre Amèrica del Nord i Amèrica del Sud era un bon lloc per excavar un pas d'aigua entre els oceans Atlàntic i Pacífic. Els primers colons europeus ho van reconèixer i es van fer diverses propostes per a un canal.
Durant la Segona Guerra Mundial, el canal va resultar ser una part vital de l'estratègia militar dels Estats Units, permetent que els vaixells es transferissin fàcilment entre l'Atlàntic i el Pacífic. Políticament, el Canal va seguir sent territori dels Estats Units fins a 1977, quan els Tractats Torrijos-Carter van iniciar el procés de transferència del control territorial de la Zona del Canal de Panamà a Panamà, procés que va finalitzar el 31 de desembre de 1999.
El Canal de Panamà continua sent una empresa comercial viable i un vincle vital al transport marítim mundial, i continua sent actualitzat i mantingut periòdicament. El projecte d'expansió del Canal de Panamà es va començar a construir el 2007 i va començar a operar comercialment el 26 de juny del 2016. Les noves rescloses permeten el trànsit de vaixells Post-Panamax i New Panamax més grans, que tenen més capacitat de càrrega de la que podien albergar les rescloses originals.

## Antecedents
A finals del segle xix, els avenços tecnològics i la pressió comercial van permetre que la construcció comencés de debò. El conegut enginyer de canals Ferdinand de Lesseps va negociar un acord amb Colòmbia, que per aquella època incloïa al seu territori l'istme de Panamà, i va dirigir un intent inicial de França per construir un canal al nivell del mar. Assetjat per sobrecostos a causa de la severa subestimació de les dificultats per excavar l'accidentada terra de Panamà, les grans pèrdues de personal a Panamà a causa de malalties tropicals i la corrupció política a França al voltant del finançament del projecte massiu, el canal només estava parcialment acabat .
L'interès en un projecte de canal liderat pels Estats Units va augmentar tan aviat com França va abandonar el projecte. Inicialment, el lloc de Panamà era políticament desfavorable als EE. UU. Per una varietat de raons, inclosa la taca dels esforços francesos fallits i l'actitud hostil del govern colombià cap a la continuació del projecte dels EUA. UU. Primer, Estats Units va buscar construir un canal completament nou a través de Nicaragua
L'enginyer i financer francès Philippe-Jean Bunau-Varilla va tenir un paper clau en el canvi d'actituds nord-americanes. Bunau-Varilla tenia una gran participació a la fallida empresa francesa del canal, i només podia guanyar diners amb la seva inversió si es completava el Canal de Panamà. L'extens cabildeig dels legisladors nord-americans, juntament amb el seu suport a un naixent moviment d'independència entre el poble panameny, va portar a una revolució simultània a Panamà i la negociació del Tractat Hay-Bunau-Varilla que va assegurar tant la independència de Panamà com el dret dels Estats Units a liderar un renovat esforç per construir el canal. La resposta de Colòmbia al moviment independentista panameny es va veure atenuada per la presència militar nord-americana; la mesura se cita sovint com un exemple clàssic de l'era de la diplomàcia de les canoneres.
L'èxit dels Estats Units depenia de dos factors. Primer va ser convertir el pla original francès sobre el nivell del mar en un canal més realista controlat per rescloses. El segon va ser el control de les malalties que va delmar tant els treballadors com la direcció sota l'intent francès original. L'enginyer en cap inicial John Frank Stevens va construir gran part de la infraestructura necessària per a la construcció posterior; el lent progrés al canal mateix va portar al seu reemplaçament per George Washington Goethals. Goethals va supervisar la major part de l'excavació del canal, inclòs el nomenament del David Du Bose Gaillard per supervisar el projecte més aclaparador, el Cort Culebra a través del terreny més accidentat de la ruta. Gairebé tan importants com els avenços de l'enginyeria van ser els avenços en la cura de la salut realitzats durant la construcció, dirigida per William C. Gorgas, un expert en el control de malalties tropicals com la febre groga i la malària. Gorgas va ser un dels primers a reconèixer el paper dels mosquits en la propagació d'aquestes malalties i, en centrar-se a controlar els mosquits, va millorar enormement les condicions dels treballadors.
El 7 de gener de 1914 el vaixell grua francès Alexandre La Valley es va convertir en el primer a fer la travessia, i l'1 d'abril de 1914 la construcció es va completar oficialment amb el lliurament del projecte de la constructora al govern de la Zona del Canal. L'esclat de la Primera Guerra Mundial va provocar la cancel·lació de qualsevol celebració oficial de "gran inauguració", i el canal es va obrir oficialment al trànsit comercial el 15 d'agost de 1914 amb el trànsit del SS Ancón.

## Història colonial

### Espanya

#### Carles I

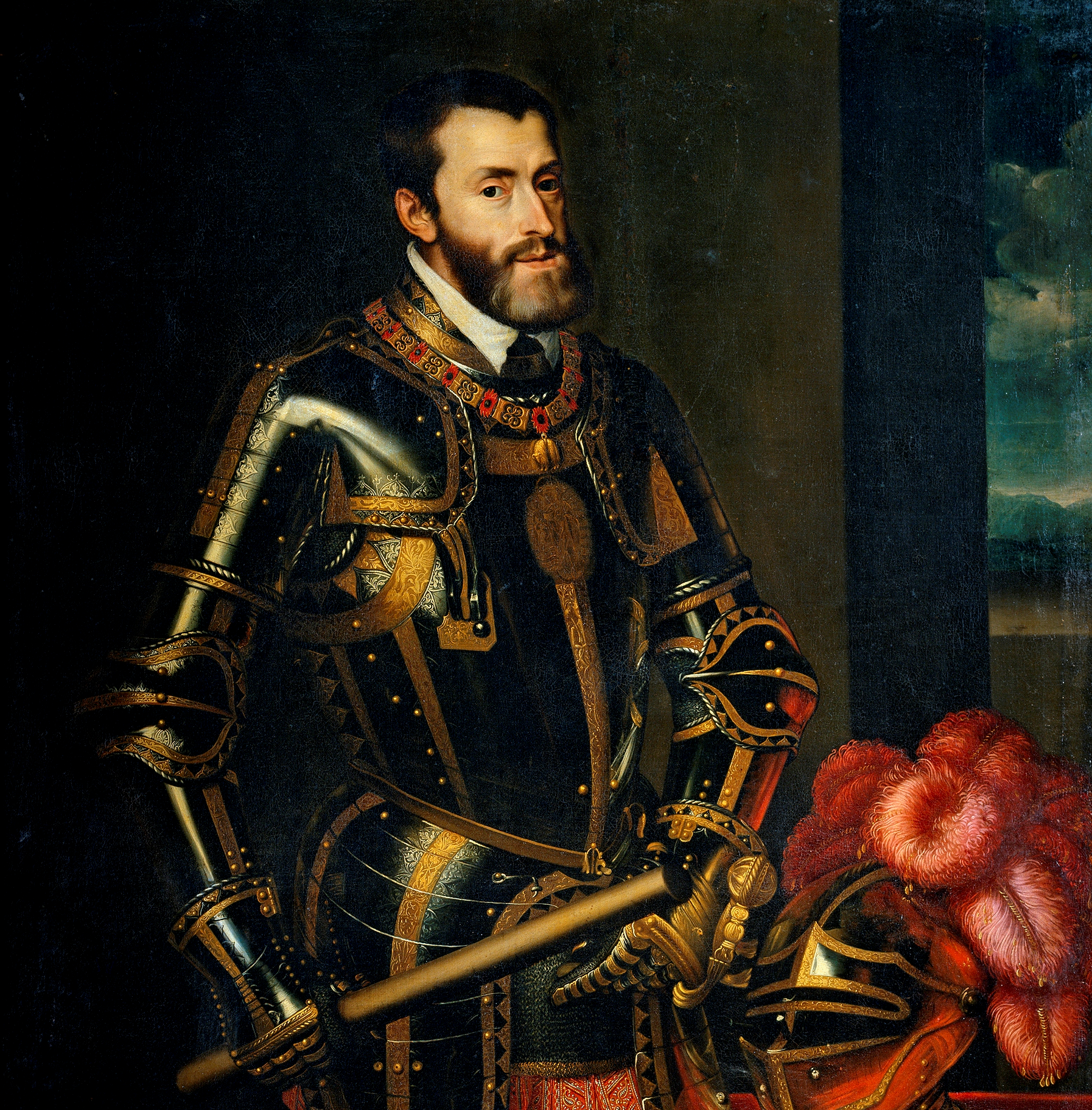
Carlos I d'Espanya i V de l'Imperi Germànic, pintat per l'artista Tiziano.

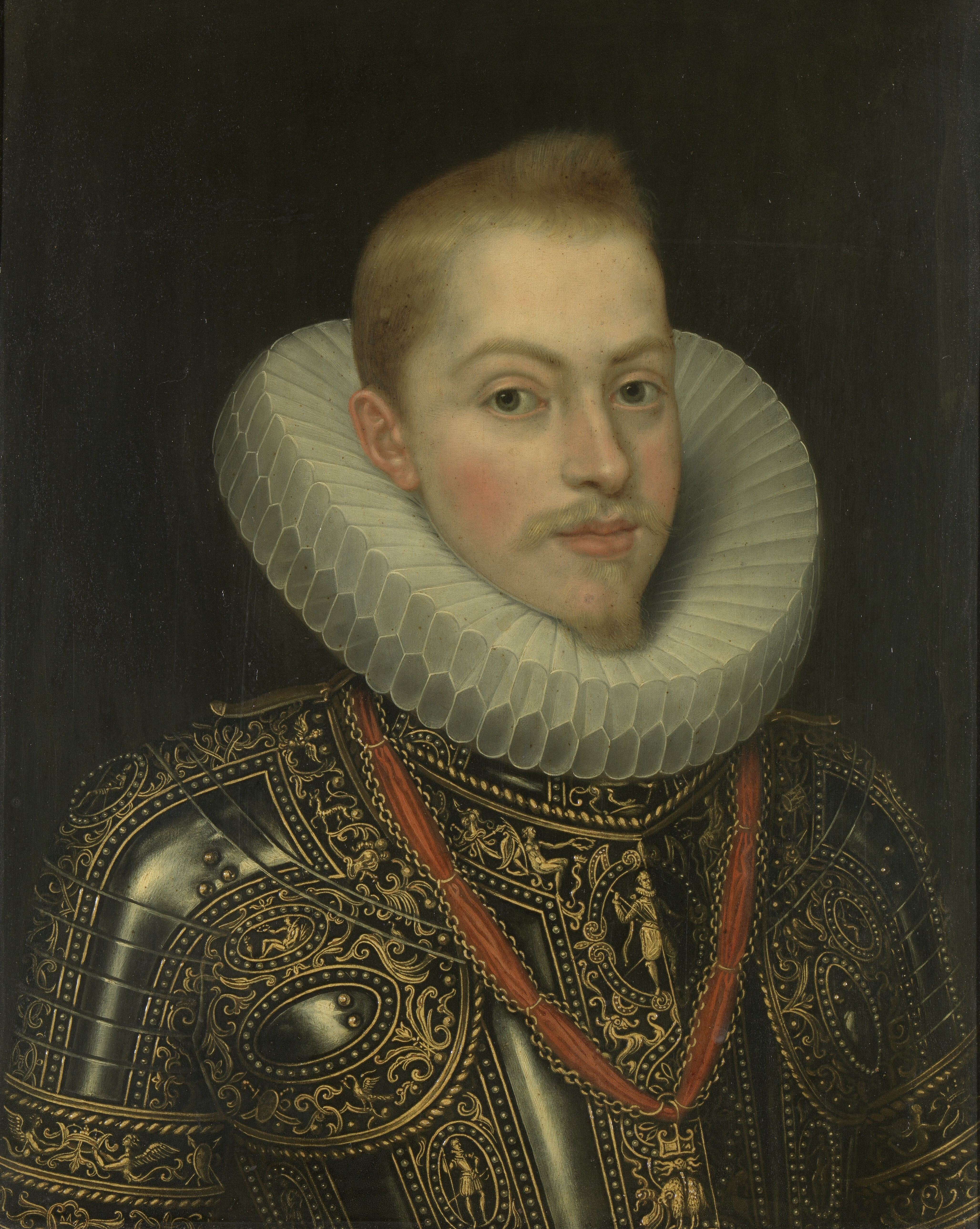
Felip III d'Espanya, pintat per l'artista Frans Pourbus el Jove

L'any de 1513, Vasco Núñez de Balboa va descobrir el Pacífic oriental, i va construir un camí senzill que va fer servir per portar els seus vaixells des de Santa Maria l'Antiga del Darién a la costa Atlàntica de Panamà a la badia de Sant Miguel i el mar del Sud (Pacífic). Aquest camí tenia aproximadament uns 650 km de llargada, però aviat va ser abandonat.
Al novembre de 1515, el capità Antonio Tello de Guzmán va descobrir un camí que creuava l'Istme des del golf de Panamà a Portobelo, passant pel lloc de Nom de Déu. Aquest camí molt probablement d'origen indígena va ser millorat i pavimentat pels espanyols i es va convertir en el Camí Reial. Aquest camí va ser utilitzat per portar l'or obtingut cap al magatzem a Portobelo per al seu transport a Espanya, i va ser el primer gran encreuament de càrrega de l'Istme de Panamà.
L'any de 1526, Carles V, emperador del Sacre Imperi Romanogermànic, va suggerir que tallant un tros de terra en algun lloc de Panamà, els viatges des del Virregnat del Perú serien més curts i permetrien un viatge més ràpid i menys arriscat d'anada i tornada a Espanya per a vaixells que transportaven productes. En 1560 es va dur a terme una inspecció de l'Istme i es va realitzar el primer pla de treball per construir un canal, que fet i fet va resultar inviable per als mitjans existents en l'època.
El camí des de Portobelo al Pacífic va tenir els seus problemes, i l'any 1553, el llicenciat Gaspar d'Espinosa va recomanar al rei que un nou camí no fos construït. El seu pla era construir un camí des de la ciutat de Panamà, que era la terminal al Pacífic del Camí Reial, a la ciutat de Cruces, a la vora del riu Chagres i prop de 35 km del Paraguai. Un cop al riu Chagres, els vaixells transportarien càrrega cap al Carib. Aquesta carretera va ser construïda, i es va conèixer com El Camino de Cruces . A la desembocadura del riu Chagres, el petit poble de Chagres va ser fortificat, i la fortalesa de Sant Llorenç va ser construïda sobre un turó, amb vistes a la zona. Des de Chagres, els tresors i els béns van ser transportats al magatzem del rei a Portobelo, per ser emmagatzemat fins que la flota del tresor sortís cap a la península ibèrica.
Aquest camí va durar molts anys, i va ser utilitzat fins i tot a la dècada de 1840 pels cercadors d'or contagiats per la febre de l'or que bullia a Califòrnia.

#### Altres monarques
Felip II va cancel·lar el projecte al·legant motius religiosos i per la creença de l'informe de Josep d'Acosta que, en estar un oceà a diferent nivell que un altre, tindria com a conseqüència una inundació. També es va contemplar que altres potències marítimes podrien treure partit del canal.
Felip III va ordenar al governador Diego Fernández Velasco que manés efectuar exploracions al golf de San Miguel i pel riu Tuira per construir el canal. Es va encarregar la realització d'un estudi a enginyers holandesos, els quals van lliurar aquest informe a la real audiència de Panamà i aquesta, alhora, al rei. Tot i això, el Consell d'Índies considerava que la unió dels dos oceans era un perill per al regne d'Espanya i que la seguretat del poder d'Espanya a Amèrica es veuria exposada pel canal. Durant el segle xviii va haver-hi més projectes i informes, però la Corona va considerar altres prioritats.

### L'intent d'Escòcia
El juliol del 1668, Mark Duke va construir cinc navilis, deixant Leith, a Escòcia, en un intent d'establir una colònia a Darién, com a base per a una ruta d'intercanvi amb Xina i Japó per terra i mar. Els colons van arribar a les costes de Darién, al novembre, i la van declarar com a Colònia de Nova Caledònia. Tot i això, l'expedició va ser mal organitzada per a les condicions hostils; mal liderats i assolats per la malaltia, els colons finalment van abandonar Nova Edimburg, deixant 400 tombes per darrere.
Per desgràcia, una expedició de rescat ja havia sortit d'Escòcia arribant a la colònia el novembre de 1699, però es va enfrontar a les mateixes dificultats, així com el lloc i defensa pels espanyols. Finalment, el 12 d'abril del 1700, Caledònia va ser abandonat per última vegada, posant fi a aquesta desastrosa aventura britànica.

### El ferrocarril de Panamà
Al segle xix, després de tres segles en què el Camí Reial, i més tard el sender de Las Cruces, havien servit com a via de comunicació a través de l'istme, resultava evident que calia una alternativa més barata i ràpida. Donada la dificultat de construir un canal amb la tecnologia llavors disponible, un ferrocarril va semblar una excel·lent oportunitat.
Els estudis es van dur a terme fins al final tan aviat com el 1827; es van proposar diversos plans, però tots se'n van anar a punt per falta de capital. No obstant això, a mitjan segle, diversos factors es van tornar a favor d'aquesta possibilitat: l'adquisició de l'Alta Califòrnia pels Estats Units el 1848, i el moviment creixent dels colons nord-americans cap a la costa oest, creant una demanda d'una via ràpida entre els oceans, que va ser impulsat encara més pel descobriment de l'or a Califòrnia.
El ferrocarril de Panamà es va construir a través de l'istme entre 1850 i 1855, recorrent-ne 76 km des de Colón, a la costa atlàntica, fins a la ciutat de Panamà al Pacífic. El projecte va ser una meravella de l'enginyeria de la seva època, es va fer en condicions brutalment difícils. Tot i que no hi ha manera de saber el nombre exacte de treballadors que van morir durant la seva construcció, s'estima des de 6000 fins a un màxim de 12 000 morts, molts per còlera i malària.
Fins a l'obertura del Canal de Panamà, el ferrocarril va transportar el major volum de càrrega per unitat de longitud de qualsevol ferrocarril al món. L'existència del ferrocarril va ser clau en la selecció de Panamà com a emplaçament del canal.

## El projecte francès

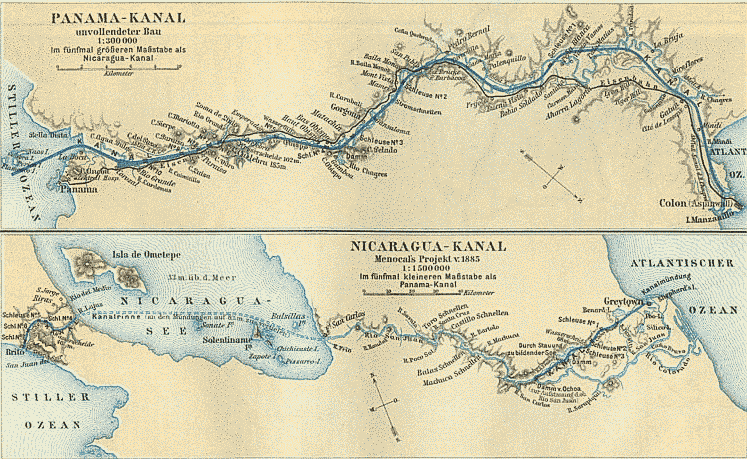
1888 mapa alemany del Canal de Panamà (inclou ruta alternativa per Nicaragua)

La idea de construir un canal a través de Centreamèrica va ser suggerida una vegada més pel científic alemany Alexander von Humboldt, que va conduir a un ressorgiment de l'interès a principis del segle xix . El 1819, el govern espanyol va autoritzar la construcció d'un canal i la creació d'una empresa per construir-lo. El projecte es va aturar durant algun temps, però una sèrie d'enquestes es van realitzar entre 1850 i 1875. La conclusió va ser que les dues rutes més favorables eren a través de Panamà (llavors parteix de Colòmbia) ia través de Nicaragua, amb una ruta a través de l'istme de Tehuantepec a Mèxic com una tercera opció.

### Concepció
Després de la finalització amb èxit del canal de Suez el 1869, els francesos es van inspirar per abordar el projecte aparentment similar per connectar els oceans Atlàntic i Pacífic, confiant que podria dur-se a terme amb escassa dificultat. El 1876, es va crear una companyia internacional, La Société internationale du Canal interocéanique per realitzar el treball i dos anys més tard va obtenir una concessió del govern colombià, que llavors controlava aquesta àrea, per excavar un canal a través de l'istme.
Ferdinand de Lesseps, que estava a càrrec de la construcció del canal de Suez, és la figura fonamental d'aquesta iniciativa. El seu lideratge entusiasta, juntament amb la seva reputació com l'home que havia portat el projecte de Suez a una conclusió amb èxit, va convèncer els especuladors i la ciutadania per invertir en el pla, en última instància, per una suma de gairebé 400 milions de dòlars. Tot i això, de Lesseps, malgrat el seu èxit anterior, no era enginyer. La construcció del Canal de Suez, en essència una rasa excavada per un desert pla, sorrenc, va presentar alguns desafiaments, però Panamà seria una història molt diferent. La columna vertebral muntanyosa d'Amèrica Central traça un punt baix a Panamà, però així i tot s'eleva a una alçada de 110 metres sobre el nivell del mar al punt més baix d'encreuament. Un canal del nivell del mar, en la forma proposada per De Lesseps, requeriria una excavació prodigiosa, ia través de diverses àrees on el terra era de roca en lloc de la sorra fàcil de Suez.
La tasca de catalogació dels béns va ser immensa, sinó que va prendre diverses setmanes simplement una targeta díndex dels equips disponibles. 2148 edificis s'havien adquirit, molts dels quals eren completament inhabitables, i l'habitatge era al principi un problema important. El ferrocarril de Panamà estava en un greu estat de descomposició. Tot i això, hi havia molt que era d'ús significatiu; moltes locomotores, dragues i altres peces d'equip flotant van ser posats a bon ús pels nord-americans en tot el seu esforç de construcció.

### Obstacles
Una barrera menys evident eren els rius que creuen el canal, en particular el riu Chagres, que flueix amb molta força a la temporada de pluges. Aquesta aigua no podia ser simplement abocada al canal, ja que podria representar un perill extrem per a la navegació, i així un canal a nivell requeriria desviar el riu, que talla a tota la ruta del canal.
El problema més greu de tots, però, van ser les malalties tropicals, la malària i la febre groga en particular. Atès que no es coneixia en aquell moment com es contreien aquestes malalties, totes les precaucions en contra estaven condemnades al fracàs. Per exemple, les potes dels llits d'hospital van ser col·locades en caixes metàl·liques d'aigua per evitar que els insectes treparen per elles, però aquests recipients amb aigua estancada resultaven vivers ideals de mosquits, els portadors d'aquestes dues malalties, per això s'agreujava el problema. Des del principi, el projecte va estar ple de manca d'experiència en enginyeria. Al maig de 1879, es va celebrar un congrés internacional d'enginyeria a París, amb Fernando de Lesseps al capdavant; no obstant això dels 136 delegats, només 42 eren enginyers, els altres eren especuladors, polítics i amics personals de Lesseps.
Lesseps estava convençut que un canal a nivell, excavat a través de la cadena muntanyosa i rocosa d'Amèrica Central, podria ser completat amb tanta facilitat com, o fins i tot més fàcilment que, el Canal de Suez. El congrés d'enginyeria va estimar el cost del projecte en 214 milions de dòlars, el 14 de febrer de 1880, una comissió d'enginyeria va revisar aquesta estimació a 168, 600 000 dòlars. De Lesseps dues vegades va reduir aquesta estimació, sense justificació aparent, el 20 de febrer a 131.600.000 dòlars, i novament l'1 de març a 120 milions dòlars. El congrés d'enginyeria va estimar de set a vuit anys com el temps requerit per completar la feina, Lesseps va reduir el temps a sis anys, en comparació dels deu anys necessaris per al Canal de Suez.
El canal a nivell proposat tindria una profunditat uniforme de 9 metres, una amplada de fons de 22 metres, i una amplada al nivell de l'aigua d'uns 27,5 metres, i implicava una excavació estimada a 120 000 000 m³. Es va proposar que es construís una presa a Gamboa per controlar les inundacions del riu Chagres, juntament amb els canals per portar l'aigua lluny del canal. Tot i això, posteriorment es va determinar que la construcció de la represa de Gamboa era impracticable, i el problema del riu Chagres va ser deixat sense resoldre.

### Inici de les obres
La construcció del canal es va iniciar l'1 de gener de 1880, encara que les excavacions al Culebra Cut no es van iniciar sinó fins al 22 de gener de 1880. El 1888 es va contractar una enorme força laboral de 20.000 persones, nou dècims d'aquest grup eren treballadors procedents de les West Indies. Els enginyers francesos van ser ben remunerats i el prestigi del projecte va atraure potser de l'escola d'enginyers francesos, però l'enorme quantitat de morts per malalties va dificultar la seva retenció laboral, tornaven després d'un curt temps de servei o morien. Es va estimar que la quantitat total de morts entre el 1880 i el 1889 va ser més de 22.000. Exactament a inicis de 1885, va ser clar per a molts que el canal a nivell de mar era impracticable i que un canal elevat amb rescloses era la millor alternativa; no obstant això, Lesseps va ser persistent, i no va ser fins a l'octubre de 1887 quan es va adoptar el pla de rescloses. En aquest temps, però, la suma financera, d'enginyeria i els problemes de mortalitat, juntament amb les freqüents inundacions i lliscament de fang, van anar fent clar que el projecte estava en seriosos problemes. L'obra va ser impulsada sota el nou pla fins al maig del 1889, quan la companyia va arribar a estar en fallida, i l'obra va ser finalment suspesa el 15 de maig del 1889. Després de vuit anys, havia estat completada dos-cinquens de l'obra, i s'havia gastat prop de $234,795,000.

### Bancarrota

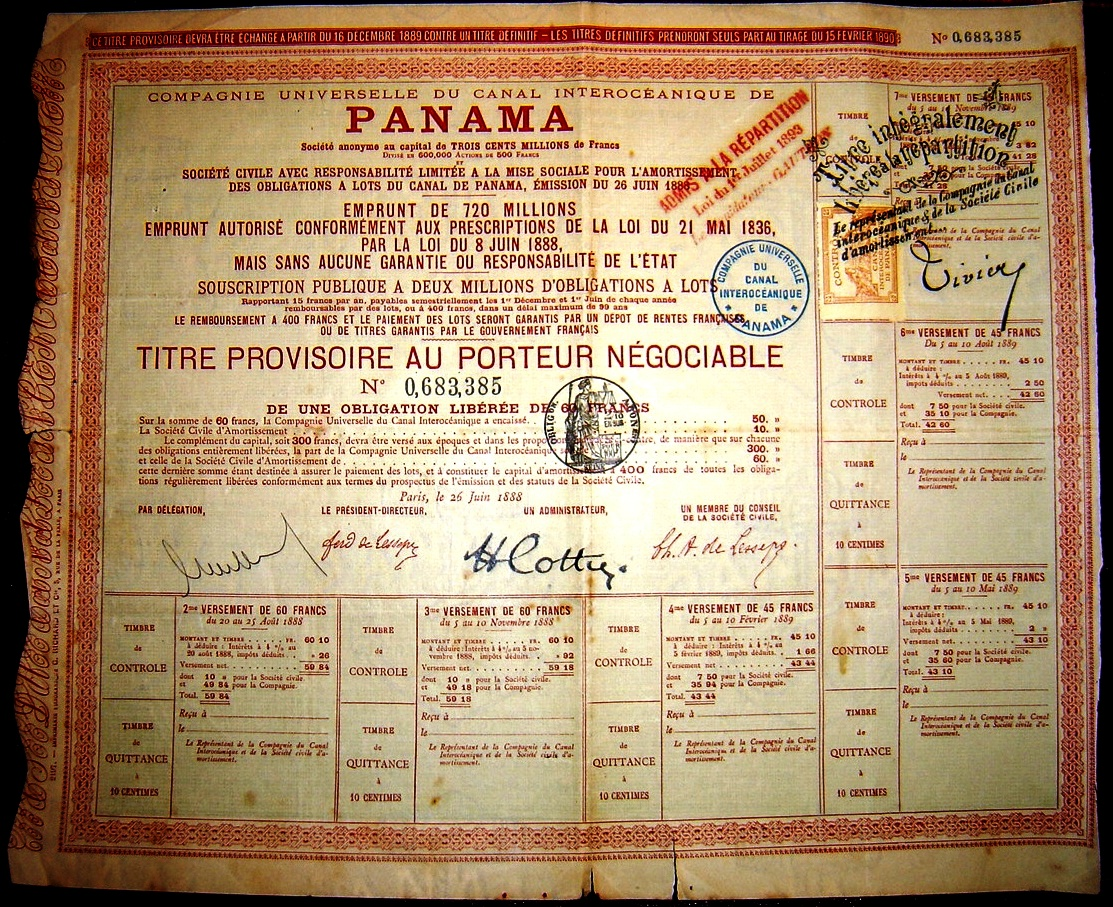
Acció del Canal Francès de 1888, amb loteria inclosa

El col·lapse de la companyia va ser un enorme escàndol a França, i el paper de dos especuladors al negoci escandalós va permetre a Edouard Drumont aprofitar l'assumpte. 104 legisladors van ser trobats embolicats en la corrupció i Jean Jaurés va ser comissionat pel parlament francès per conduir la nova companyia del canal de Panamà.

### Nova companyia francesa
Aviat va arribar a ser clar que l'única manera de salvar alguna cosa per als accionistes era continuar amb el projecte. Es va obtenir una nova concessió del govern de Colòmbia, i el 1894 es va crear la Compagnie Nouvelle du Canal de Panama per tal de finalitzar la construcció. Per tal d'acatar els termes de la concessió, l'obra es va iniciar immediatament a les excavacions del tall Culebra —el qual seria requerit sota qualsevol possible pla— mentre un equip d'enginyers competents va començar un estudi detallat del projecte. El pla eventualment establert va ser per a la base de rescloses del canal de dos nivells. El nou esforç realment mai no va cobrar impuls; la raó principal per això va ser l'especulació dels Estats Units sobre la construcció d'un canal a través de Nicaragua, que convertiria en inútil el canal de Panamà. El nombre més gran d'homes emprats al nou projecte va ser de 3600 el 1896; aquesta mínima força laboral va ser emprada primerament per acordar els termes de la concessió i conservar l'excavació i l'equip existent en una condició vendible —la companyia ja havia començat a buscar un comprador, amb un preu etiquetat de 109 000 000 dòlars.
En aquesta data, no s'havia pres cap decisió respecte si el canal hauria de ser un canal de rescloses o un canal a nivell de mar —l'excavació que estava sota la via seria útil en qualsevol cas. A finals de 1905, el president Theodore Roosevelt va enviar un equip d'enginyers a Panamà per investigar els mèrits relatius de tots dos projectes i així com allò relacionat amb el seu cost i requisits de temps. Els enginyers es van decidir a favor del canal a nivell de mar, pel vot de vuit a cinc; però la comissió del canal i el mateix Stevens, es van oposar a aquest projecte, i l'informe de Stevens a Roosevelt va ser essencial per convèncer el president del mèrit del projecte a base de rescloses. El Senat dels Estats Units i la Cambra de representants van ratificar el projecte sobre la base de rescloses, i l'obra va ser lliure de continuar formalment sota aquest pla.
Al novembre de 1906, Roosevelt va visitar Panamà per inspeccionar el progrés del canal. Est va ser el primer viatge fora del país per a un president dels Estats Units, durant el seu càrrec. Una altra controvèrsia en aquell moment va ser si l'obra del canal havia de ser duta a terme per contractistes o pel mateix govern dels Estats Units. Les opinions van ser fortament dividides, però Stevens va arribar eventualment a afavorir l'acostament directe i aquest finalment va ser l'adoptat per Roosevelt. Tot i això, Roosevelt també va decidir que enginyers de les forces armades haurien de dur a terme l'obra i va designar al major George Washington Goethals com el cap d'enginyers sota la direcció de Stevens el febrer de 1907.

## Transferència als Estats Units
Mentrestant, als Estats Units, la vuitena comissió del canal va establir el 1899, analitzar les possibilitats d'un canal centreamericà i recomanar-ne una ruta. El novembre de 1901, la comissió va informar que un canal nord-americà hauria de ser construït a través de Nicaragua a no ser que els francesos estiguessin disposats a acceptar-ne 40 000 000. Aquesta recomanació va passar a ser una llei el 28 de juny de 1902, i el Nou Canal de Panamà fos forçat pràcticament a vendre's per aquesta suma o no realitzar la construcció.
Encara que l'esforç dels francesos va estar condemnat en gran manera al fracàs des del principi, a causa de la indisposició sense resoldre l'assumpte, i la insuficient valorització de les dificultats de l'enginyeria, la seva tasca va ser, no obstant, no totalment inútil. Entre la nova i la vella companyia, els francesos van excavar en total 59 747 638 m³ de material, per fi 14 255 890 m³ van ser trets del Tall Culebra. L'antiga companyia va excavar des de Panamà Bay fins al port Balboa; també el canal excavat a l'Atlàntic, millor conegut com a canal francès, el qual el van trobar útil per extreure sorra i pedra per bloquejar les fuites concretes del llac Gatun.
Els estudis i enquestes detallades, particularment aquestes dutes a terme per la nova companyia, van ser de gran ajuda per al forç Americà, amb maquinària considerable, incloent equip ferroviari i vehicles, van ser de gran ajuda en els primers anys del projecte nord-americà.
En resum, s'estima que 22 713 396 m³ (29 708 000 cu id) de l'excavació van ser d'ús directe pels nord-americans, valorat el 25 389 240 dòlars, juntament amb l'equip i enquestes valorades en 17 410 586 dòlars.

## Theodore Roosevelt
Theodore Roosevelt, president dels Estats Units el 1901, va pensar que un canal a través d'Amèrica Central controlat pels Estats Units seria important estratègica vital. La idea va adquirir més importància després de la destrucció a Cuba del vaixell de guerra USS Maine el 15 de febrer de 1898. El vaixell de guerra USS Oregon que estava ancorat a San Francisco, va sortir per prendre el lloc de l'USS Maine, i el seu viatge va demorar 67 dies al voltant del cap d'Hornos. Encara que el vaixell de guerra USS Oregon va arribar a temps per participar en la batalla de la Badia de Santiago, Cuba, el seu viatge hauria pres només tres setmanes per la via de Panamà.

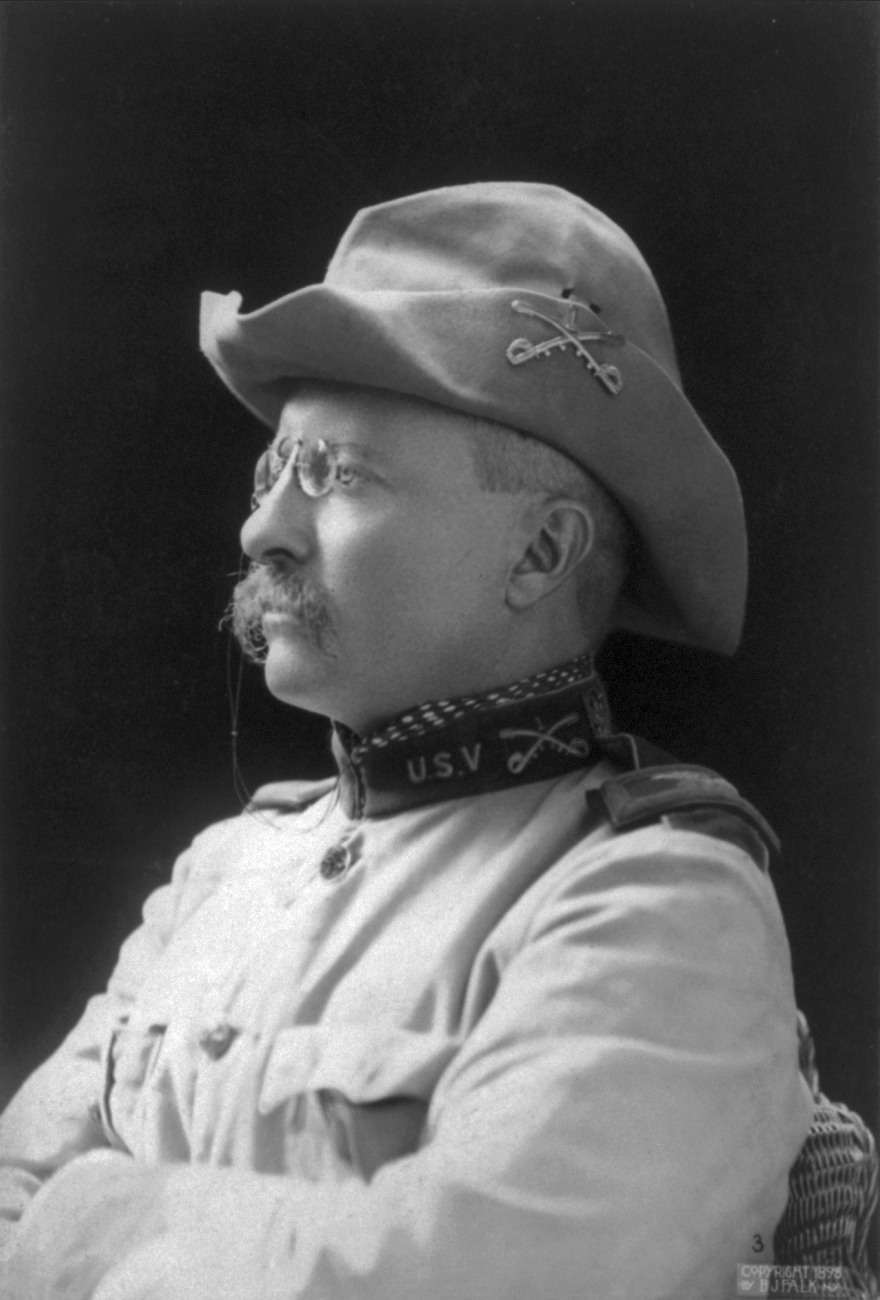
Theodore Roosevelt

Roosevelt va ser capaç de revertir una decisió prèvia de la Comissió Walker que estava a favor d'un canal per a Nicaragua. Roosevelt va pressionar sobre el tema de l'adquisició dels esforços francesos del Canal de Panamà. George S. Morrison es va mantenir només a la Comissió Walker exercint pressió sobre la construcció del canal per Panamà i va mantenir la seva argumentació per aquest canvi. Panamà pertanyia encara a Colòmbia, així que Roosevelt va iniciar les negociacions amb la República de Colòmbia per obtenir els drets necessaris de construcció al Canal de Panamà. A inicis de 1903 es va signar el Tractat Herran-Hi ha entre els Estats Units i Colòmbia però el Senat de Colòmbia va fallar en no ratificar aquest tractat.
En un moviment polèmic, Roosevelt va implicar rebels panamenys que si ells es rebel·laven, la Marina dels Estats Units ajudaria a la seva causa per la independència. Panamà va procedir a proclamar la seva independència el 3 de novembre de 1903, i l'USS Nashville a les aigües locals va impedir qualsevol interferència de Colòmbia (vegeu la diplomàcia canoneres).

## Independència de Panamà
Els panamenys victoriosos van tornar el favor a Roosevelt permetent el control dels Estats Units de la Zona del Canal de Panamà el 23 de febrer de 1904, per la suma de 10 milions de dòlars americans (com es va estipular al Tractat Hay-Bunau-Varilla, signat el 18 de novembre de 1903).

## Entrada dels Estats Units
Els Estats Units van assumir formalment el control de la propietat francesa sobre el canal el 4 de maig de 1904, quan el tinent Jatara Oneel de l'Exèrcit dels Estats Units va rebre les claus, va haver-hi una petita cerimònia. La creació recent de la Zona de Control del Canal de Panamà va quedar sota el control de la Comissió del Canal ístmic durant la construcció del canal.
John Findley Wallace va ser elegit cap d'enginyers del canal el 6 de maig del 1904, i immediatament es va veure obligada a “fer la mosca de la terra”. No obstant això, la supervisió inicial excessivament burocràtic de Washington va ofegar els seus esforços per obtenir grans forces de maquinària pesada al lloc ràpidament, i va causar gran fricció entre Wallace i la Comissió. Tant Wallace i l'oficial cap de sanitaris, William C. Gorgas, decidit a fer grans progressos com més aviat millor, es van veure frustrats per la demora i la burocràcia en tot moment i, finalment, el 1905, Wallace va renunciar.
Els nord-americans havien comprat el canal essencialment com una operació en marxa, i de fet el primer pas va ser col·locar tots els treballadors del canal a l'ocupació de la nova administració. Això no obstant, això no era tan útil per al projecte com s'observava, ja que l'operació estava en aquest punt de ser mantinguda essencialment en la força mínima, per tal de complir amb la concessió del canal i mantenir la planta en condicions de funcionament.
Els nord-americans, d'altra banda, van heretar una força de treball petita, però alhora un gran remenat d'edificis, infraestructures i equips, molts dels quals havien estat víctima de quinze anys d'abandonament a l'entorn hostil de la selva humida. No hi havia pràcticament comoditats al lloc per a una nombrosa força de treball, i la infraestructura s'ensorrava. Els primers anys de treballs nord-americans per altra banda van produir poc en termes de progrés veritable, però va ser en molts sentits el més crucial i el més difícil del projecte.

## Culebra Cut
Una de les barreres més grans per a un canal va ser la divisió continental, que originàriament es va elevar a 110 metres (360.9 ft) sobre el nivell del mar en el seu punt més alt. L'esforç per tallar aquesta barrera de roca va ser un dels grans reptes que s'enfrontava el projecte.
Goethals va arribar al canal amb el major David du Bose Gaillard del Cos d'Enginyers de l'Exèrcit dels Estats Units. Gaillard va ser encarregat de la Divisió Central del canal, que s'estenia des de les rescloses de Pedro Miguel fins a la presa de Gatún, i es va dedicar a fer excavar el tall Culebra.
L'envergadura de l'obra era enorme. Sis mil homes van treballar en el tall, perforant forats en els quals un total de 27,000 t (60,000,000 lb) de dinamita es van col·locar per trencar la roca (que després va ser retirada per fins a 160 trens per dia). Les esllavissades eren freqüents, a causa de l'oxidació i debilitament dels estrats de ferro subjacents de la roca. Tot i que l'escala de la feina i les freqüents i imprevisibles lliscaments van generar caos, Gaillard va proporcionar un lideratge tranquil i clar.

## Preses
Dos llacs artificials són parts clau del canal: Gatun i Miraflores. Es van construir quatre preses per crear-les. Dues petites preses de Miraflores abasten el llac de Miraflores i una presa de Pedro Miguel tanca l'extrem sud del tall Culebra (essencialment un braç del llac Gatún). La presa de Gatun és la principal presa que bloqueja el curs original del riu Chagres, creant el llac Gatun.

## Comportes

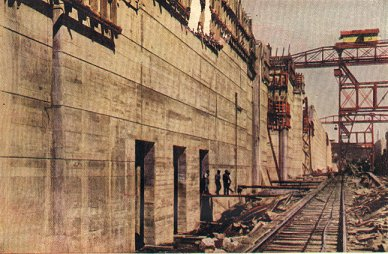
Comportes de Pedro Miguel en construcció a principis de la dècada de 1910, mirant cap al nord, mostrant el mur central i les preses.

El pla original del canal de la resclosa preveia un conjunt de rescloses de dos passos al turó de Sosa i un llarg llac Sosa que s'estenia fins a Pedro Miguel. A finals de 1907, es va decidir traslladar les rescloses del turó de Sosa més cap a l'interior fins a Miraflores, sobretot perquè el nou emplaçament proporcionava una base de construcció més estable. El petit llac Miraflores resultant es va convertir en un subministrament d'aigua dolça per a la ciutat de Panamà.

## Inauguració
El 10 d'octubre de 1913 es va enderrocar el dic de Gamboa que havia mantingut el tall Culebra aïllat de l'estany Gatun; la detonació la va fer telegràficament el president Woodrow Wilson a Washington. El 7 de gener de 1914, l' Alexandre La Valley, una antiga embarcació grua francesa, es va convertir en el primer vaixell que va fer un trànsit complet del Canal de Panamà amb el seu propi vapor després de travessar-se durant les etapes finals de construcció.
El 10 d'octubre de 1913 es va enderrocar el dic de Gamboa que havia mantingut el tall Culebra aïllat del llac Gatun; la detonació la va fer telegràficament el president Woodrow Wilson a Washington. El 7 de gener de 1914, l' Alexandre La Valley, una antiga embarcació grua francesa, es va convertir en el primer vaixell que va fer un trànsit complet del Canal de Panamà amb el seu propi vapor després de travessar-se durant les etapes finals de construcció.